# چزاره ماکاری
چزاره ماکاری (تلفظ در ایتالیایی: [ˈtʃeːzare makˈkaːri, ˈtʃɛː-]؛ زادهٔ ۹ مه ۱۸۴۰ – درگذشتهٔ ۷ اوت ۱۹۱۹) نقاش و پیکرتراش ایتالیایی بود که بیشتر به خاطر تابلوی معروفش در سال ۱۸۸۸ با عنوان سِسِرون کاتیلینا را متهم می‌کند (به انگلیسی: Cicero Denounces Catiline) شناخته می‌شود.

## زندگی
ماکاری در سیه‌نا، در دوک‌نشین بزرگ توسکانی به دنیا آمد. او در مؤسسه هنرهای زیبا سیه‌نا همراه با تیتو سارروکی به تحصیل پرداخت و در زمینهٔ پیکرتراشی فعالیت می‌کرد. وی در تکمیل یادمان پیانیجیانی در سیه‌نا مشارکت داشت. او بعدها در کارگاه لوئیجی موسینی در فلورانس به فعالیت پرداخت. در سال ۱۸۶۴، انجمن انگلیسی‌ای از او خواست تا آثار برناردینو پینتوریکیو را که در کلیسای جامع سیه‌نا قرار داشتند، کپی کند.
چزاره ماکاری در ۷ اوت ۱۹۱۹ در شهر رم، پادشاهی ایتالیا درگذشت. او در اواخر عمرش به دلیل بیماری فلج تدریجی، از فعالیت هنری بازماند و دیگر قادر به نقاشی نبود. مرگ او پایان‌بخش دوره‌ای از هنر تاریخی‌نگارانه در ایتالیا بود که با آثار برجسته‌اش چون «سِسِرون کاتیلینا را متهم می‌کند» شناخته می‌شود.

## نگارخانه

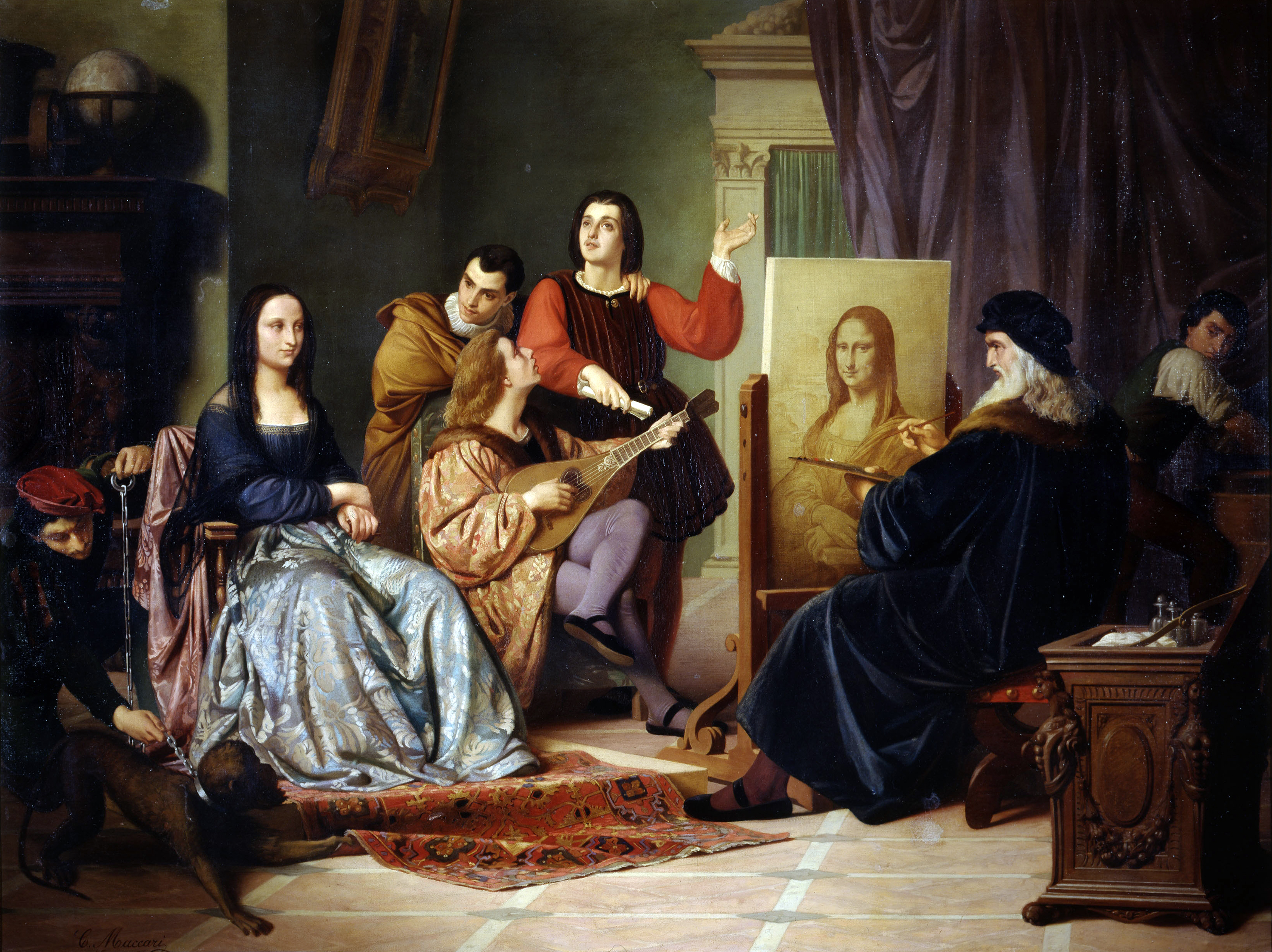
لئوناردو داوینچی مونا لیزا را نقاشی می‌کند.
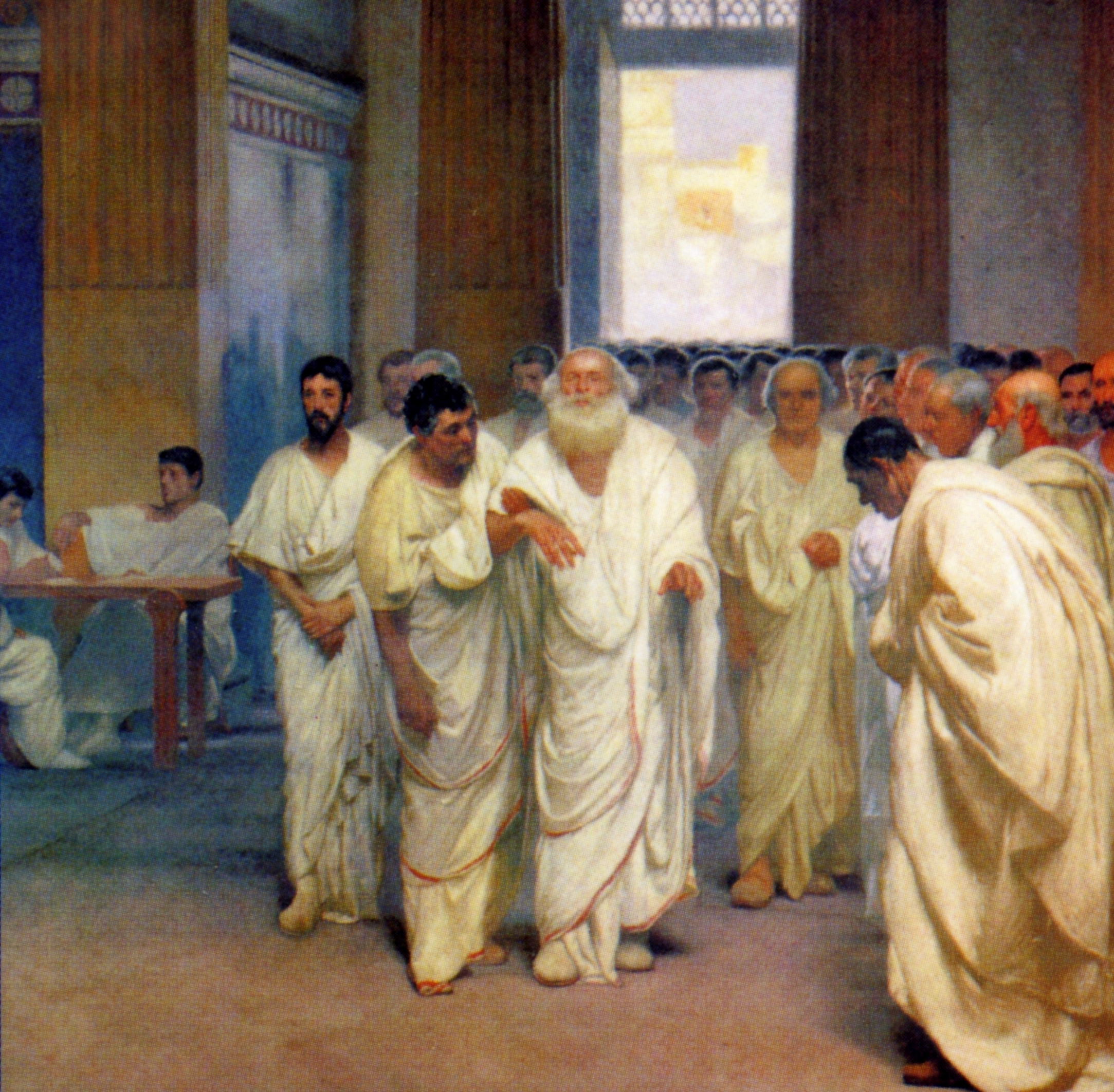
اپیوس کلودیوس کائکوس به دست پسرانش به سوی کوریا هوستیلیا هدایت می‌شود.
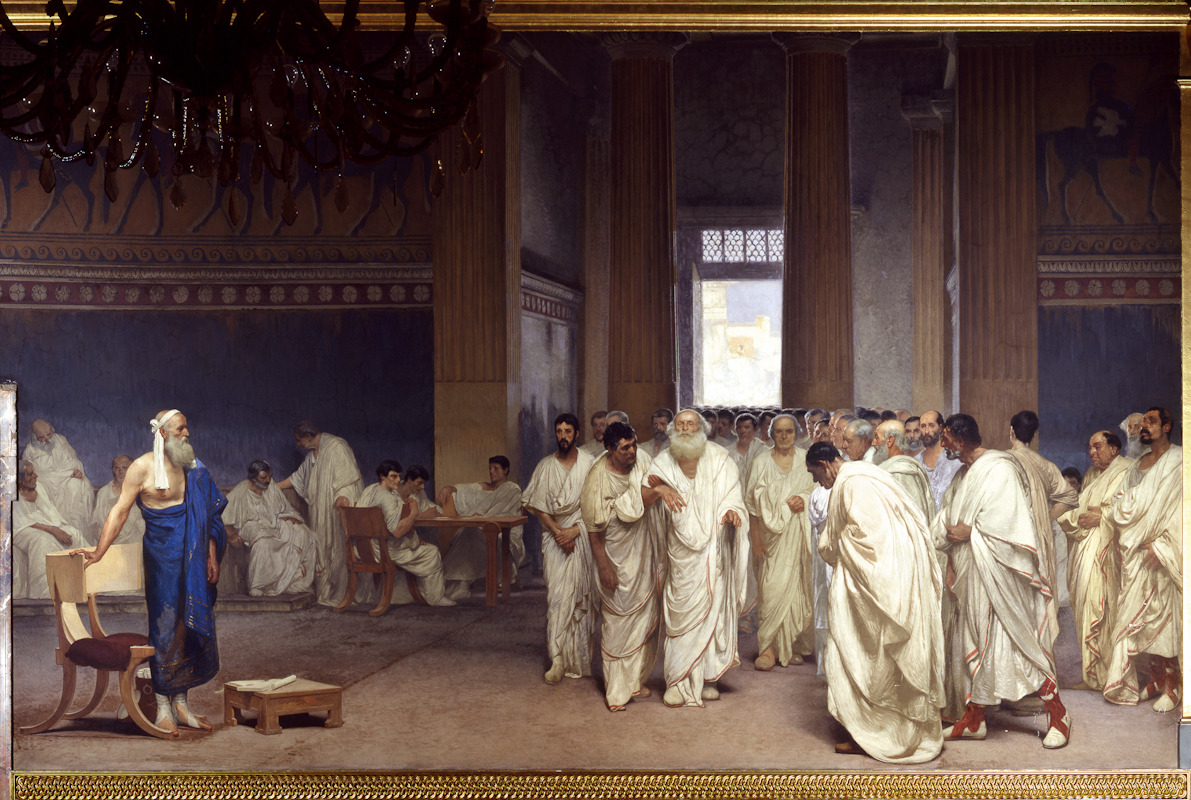
اپیوس کلودیوس کائکوس در سنا
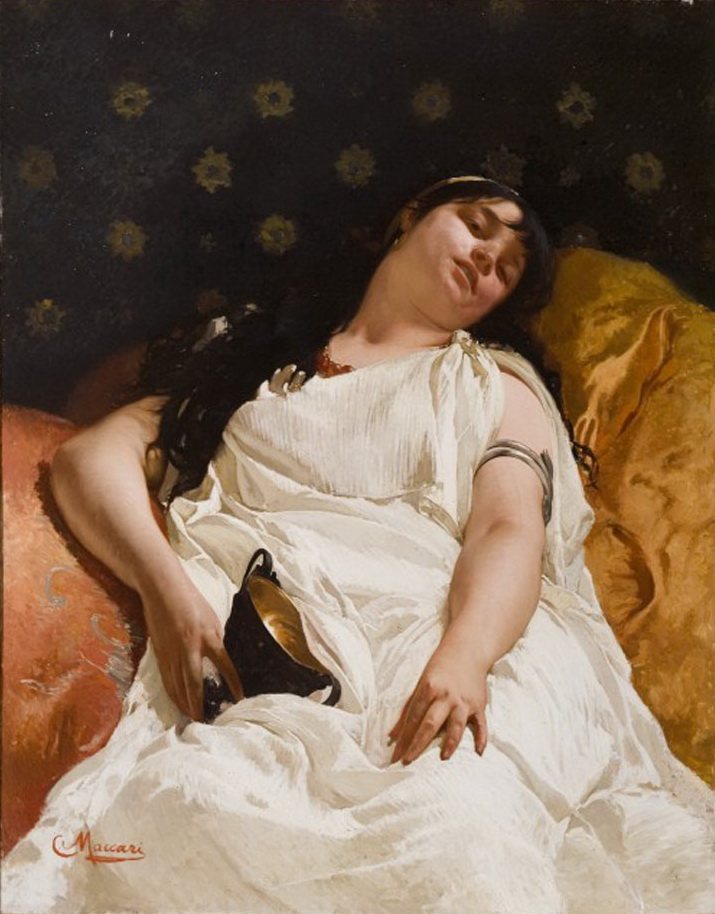
باکانته
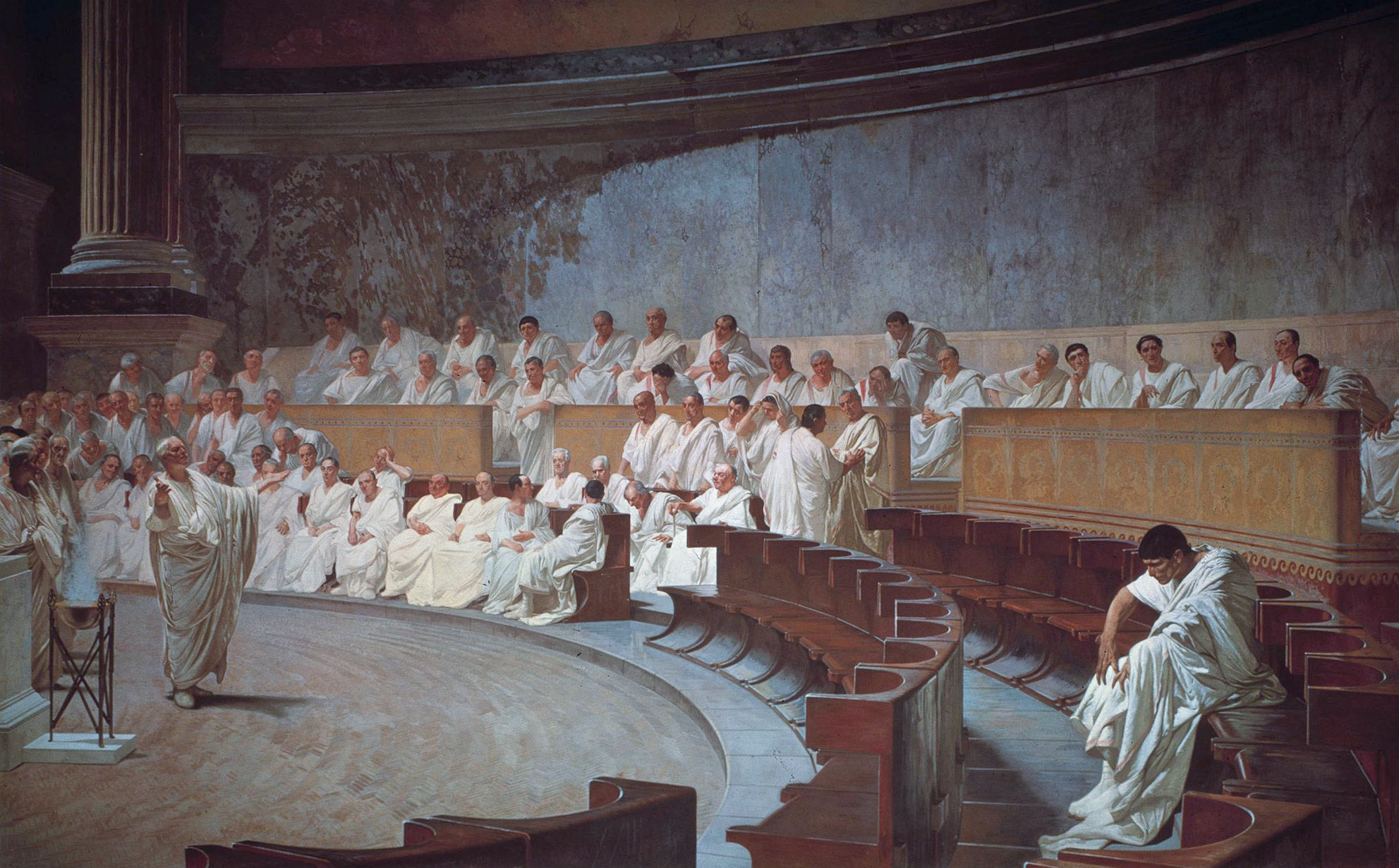
سِسِرون کاتیلینا را متهم می‌کند